# Тулумбай (аул)
Тулумбай (рос. Тулумбай) — аул у Азовському німецькому національному районі Омської області Російської Федерації.
Орган місцевого самоврядування — Сосновське сільське поселення. Населення становить 77 осіб.

## Історія
Згідно із законом від 30 липня 2004 року органом місцевого самоврядування є Сосновське сільське поселення.

## Населення
| 1926 | 2002 | 2010 |
| ---- | ---- | ---- |
| 177  | ↘108 | ↘77  |